# Aichstetten

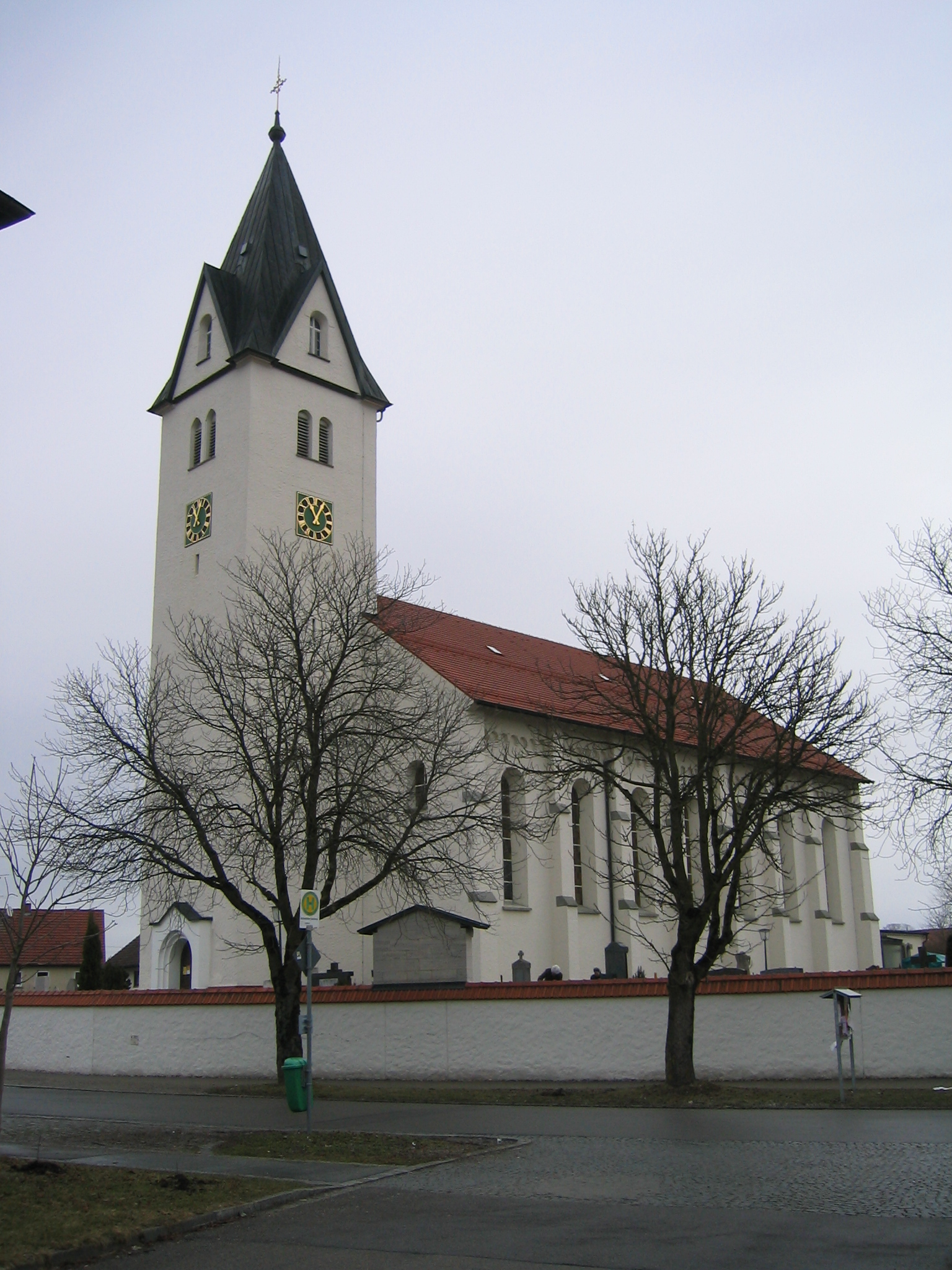
Một nhà thờ ở Aichstetten.

Aichstetten là một đô thị ở huyện Ravensburg ở bang Baden-Württemberg thuộc nước Đức. Đô thị này có diện tích 33,74 km², dân số thời điểm 31 tháng 12 năm 2020 là 2842 người.